# Glenn Burke
Glenn Lawrence Burke (Oakland, 16 novembre 1952 – San Leandro, 30 maggio 1995) è stato un giocatore di baseball statunitense. È stato il primo sportivo della Major League Baseball ad effettuare il coming out come omosessuale. È accreditato come l'inventore dell'high five.

## Biografia
Dal 1976 al 1978 giocò nella MLB per i Los Angeles Dodgers, dove il 2 ottobre del 1977, durante una partita contro gli Houston Astros, inventò il gesto del dare il cinque. L'idea gli venne quando il compagno di squadra Dusty Baker, dopo aver fatto un fuoricampo ed aver girato le basi, per poi avviarsi in panchina, lo incrociò. Glenn Burke alzò il braccio destro, con il palmo della mano rivolto verso di lui e gli diede il cinque.
Dusty Baker raccontò in merito:
Il gesto ebbe successo poiché molto semplice, ma significativo: era una via di mezzo tra una stretta di mano e un applauso da schioccare in due. Da quel momento i Los Angeles Dodgers lo adottarono come segno distintivo per complimentarsi tra loro in quel modo. L'anno successivo il club mise nella copertina del suo almanacco attribuendogli il nome di high five.
Nel 1978 fece coming out, con una decisione che gli compormise la carriera. Venne ceduto agli Oakland Athletics, dove rimase per la sola stagione 1978-1979 e dove subì pesanti discriminazioni nello spogliatoio. Billy Martin lo etichetto da subito come frocio. A fine stagione dovette rinunciare alla carriera agonistica nella MLB.
Dopo il ritiro forzato partecipò ai Gay Games del 1982, dove vinse l’oro nei 100 e nei 200 metri. Ha giocato inoltre per gli Uncle Bert’s Bombers, nella San Francisco Gay Softball League. In seguito fu investito da un'auto: l'incidente gli provocò la rottura della gamba in tre punti. Divenne un senzatetto, fece uso di droghe e venne arrestato per furto e possesso di stupefacenti.
Nel 1993 risultò positivo a un test dell'AIDS. Nell'ultimo periodo della sua vita scrisse la sua biografia: Out at Home: The Glenn Burke Story, opera in cui tra l'altro affermò:
Nel 1995, all'età di 42 anni, morì a causa della malattia.

## Opere
- (EN) Glenn Burke, Erik Sherman, Out at Home: The Glenn Burke Story, Excel Pub, 1º luglio 1995, ISBN 096481580X.

## Documentari
- Out. The Glenn Burke Story., film documentario, 2010, prodotto da Doug Harris, Sean Madison. 1 ora.
- The High Five, film documentario, 30 for 30 Shorts, Grantland, diretto da Michael Jacobs, prodotto da Chris Gary, 30 min.